# Albertas Šimėnas
Albertas Šimėnas (* 17. Februar 1950 in Anykščiai) ist ein litauischer Politiker der Litauischen Christdemokratischen Partei (Lietuvos Krikščionių Demokratų Partija) und ehemaliger Ministerpräsident.

## Leben

### Studium und berufliche Laufbahn
Nach dem Schulbesuch begann er 1967 ein Studium der Wirtschaftswissenschaften an der Universität Vilnius, das er 1972 abschloss. Zugleich absolvierte er zwischenzeitlich ein Zusatzstudium der Wirtschaftsmathematik. Im Anschluss daran wurde er Mitarbeiter am Institut für Wirtschaftsplanung der Litauischen SSR. 1984 erfolgte seine Berufung zum Dozenten an das Institut für Bauingenieurwesen der Technischen Gediminas-Universität Vilnius, an dem er bis 1989 tätig war.
Šimėnas ist seit 2000 Mitglied des Vorstandes und Stellvertretender Generaldirektor der Litauischen Eisenbahngesellschaft (AB "Lietuvos geležinkeliai") und ist als solcher insbesondere für Expansionen der Gesellschaft zuständig.

### Ministerpräsident und Januarereignisse in Litauen 1991
Nach der Unabhängigkeit Litauens am 11. März 1990 wurde er erstmals zum Abgeordneten des Parlaments (Seimas) gewählt, dem er bis 1992 angehörte.

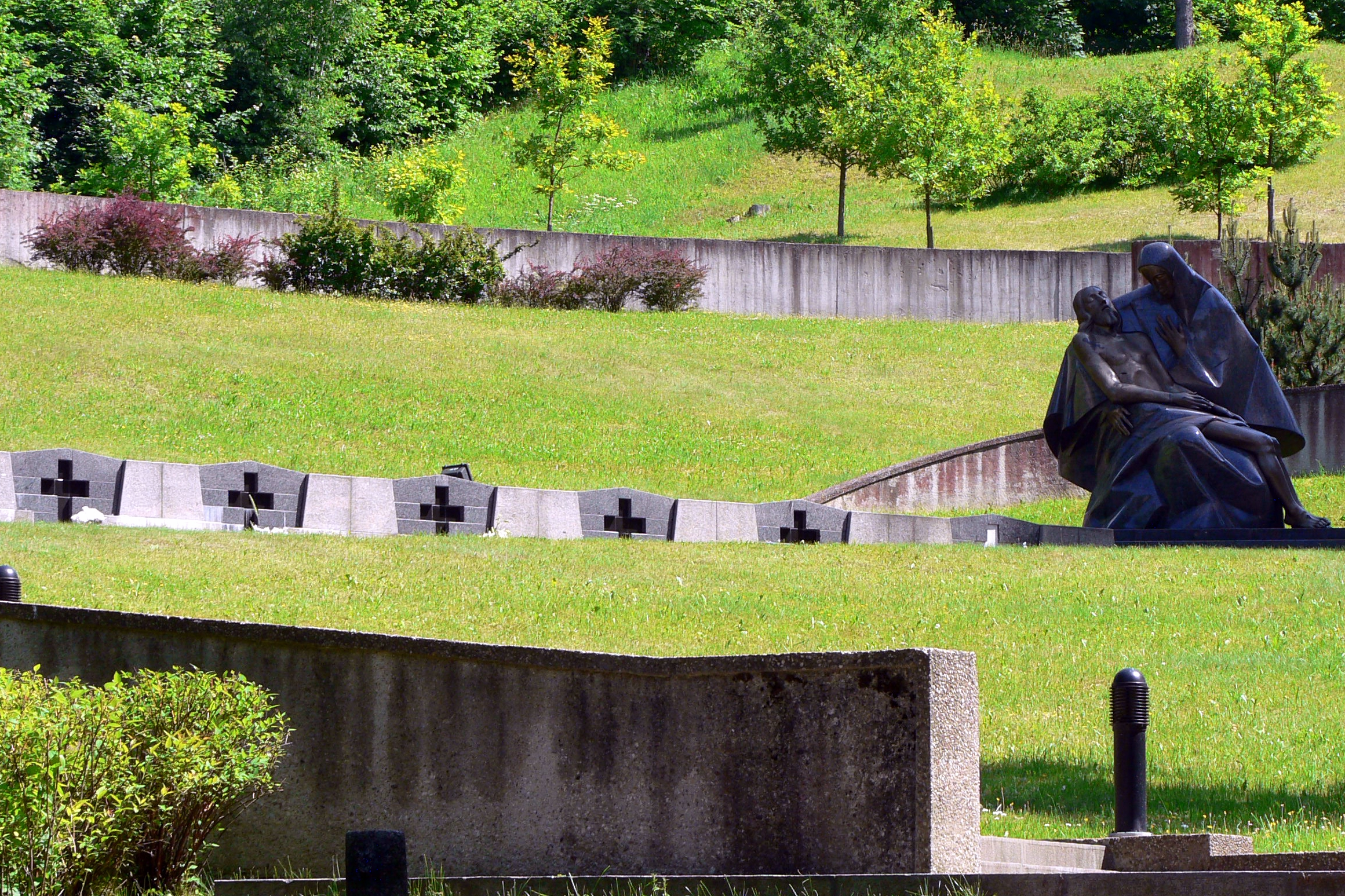
Das Mahnmal für die Opfer der Januarereignisse in Litauen 1991 auf dem Antakalnis-Friedhof in Vilnius

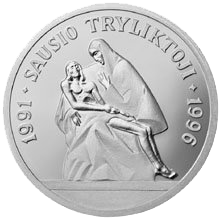
Litas-Gedenkmünze zum 5. Jahrestag der Januarereignisse in Litauen 1991

Am 10. Januar 1991 wurde er als Nachfolger von Kazimiera Prunskienė für drei Tage Ministerpräsident eines Übergangskabinetts. In den folgenden Tagen kam es zur Besetzung von öffentlichen Einrichtungen durch Armeeeinheiten der Sowjetunion. Sein Amt verlor Šimėnas nach den Ereignissen um die Januarereignisse in Litauen 1991 am 13. Januar 1991, als bei den Demonstrationen für die Freiheit und Unabhängigkeit Litauens von der Sowjetunion vierzehn Menschen ums Leben kamen und mehr als 1000 Menschen verletzt wurden. Sie wurden teilweise von sowjetischen Panzern überrollt, teilweise erschossen. Als er während dieser Ereignisse für einige Zeit spurlos verschwand, wurde zunächst vermutet, dass er von der Roten Armee entführt wurde. Er selbst gab nach seinem Auftauchen jedoch an, dass er sich lediglich versteckt hatte. Nachfolger als Ministerpräsident wurde während seiner Abwesenheit Gediminas Vagnorius.
Am 21. Juli 1992 berief ihn Ministerpräsident Aleksandras Abišala zum Wirtschaftsminister in dessen Kabinett. Dieses Amt übte er bis zum 2. Dezember 1992 aus.

### Abgeordneter und Wahlniederlagen
Im Anschluss daran nahm er für einige Jahre seine Hochschullaufbahn als Direktor des Institut für Wirtschaft und Privatisierung wieder auf, ehe er 1996 erneut zum Abgeordneten der Seimas gewählt, dem er diesmal bis 2000 als Vertreter der Litauischen Christdemokratischen Partei (Lietuvos Krikščionių Demokratų Partija) angehörte. Während dieser Zeit war er als anerkannter Wirtschaftsfachmann Vorsitzender des Wirtschaftsausschusses. Zugleich war er von 1998 bis 2000 Stellvertretender Vorsitzender des Ausschusses für Europäische Angelegenheiten. Bei den Parlamentswahlen am 8. Oktober 2000 kandidierte er erneut für den Wahlkreis Naujamiesčio, erreichte jedoch mit 16,0 Prozent nur den dritten Platz von insgesamt neun Kandidaten.
Nach dem Beitritt Litauens zur Europäischen Union am 1. Mai 2004 kandidierte er erfolglos für die Christdemokratische Partei für das Europäische Parlament.
Im Oktober 2004 kandidierte er schließlich außerdem erfolglos für den Wiedereinzug in die Seimas, wobei er diesmal im Wahlkreis Justiniskiu mit 7,7 Prozent der Wählerstimmen lediglich den siebten Platz unter insgesamt 15 Kandidaten erreichte.

## Veröffentlichungen
- Economic Criteria For Lithuanian’s Membership In The European Union And The Outlook Of Their Fulfillment. (Memento vom 1. April 2003 im Internet Archive) In: EKONOMIKA, Nr. 44, 1998
- Development of Stock Companies. (Memento vom 16. Juli 2001 im Internet Archive) In: EKONOMIKA, Nr. 46, 1999
- Ūkio reforma Lietuvoje 1990-1994 metais. 1999